# Лудорф
Лудорф (нем. Ludorf) — община в Германии, в земле Мекленбург-Передняя Померания.
Входит в состав района Мюриц. Подчиняется управлению Рёбель-Мюриц. Население составляет 498 человек (на 31 декабря 2010 года). Занимает площадь 48,38 км².

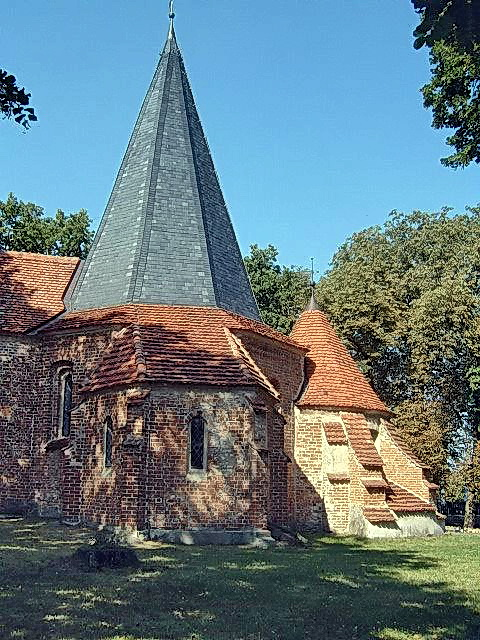
Церковь
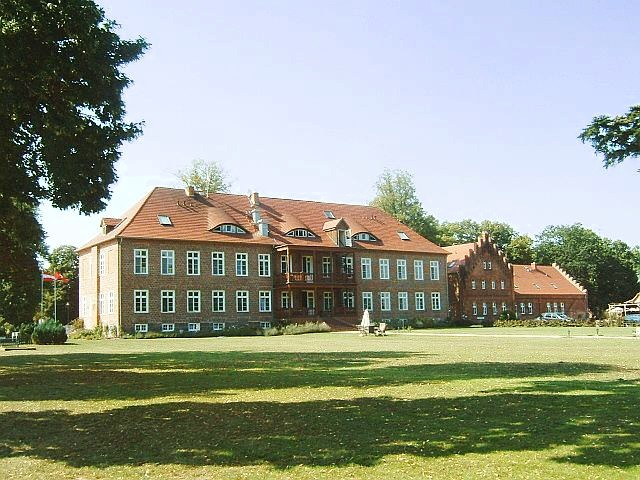
Музей